# Los Angeles Football Club 2021
Questa voce raccoglie le informazioni riguardanti il Los Angeles FC nelle competizioni ufficiali della stagione 2021.

## Stagione
Quella del 2021 è la quarta stagione in Major League Soccer del Los Angeles Football Club. La stagione, senza la qualificazione alla Champions e la cancellazione della coppa nazionale a causa del COVID, si rivela essere anonima e il campionato termina con un deludente 19º posto e la mancata qualificazione ai play- off.

## Organigramma societario
Di seguito l'organigramma societario.
Area direttiva
- Proprietario: Larry Berg
- Co presidente: John Thorrington
- Co presidente: Larry Freedman
- Presidente esecutivo: Peter Guber
- Vicepresidente esecutivo: Henry Nguyen
- Direttore sportivo: Will Kuntz

Area tecnica
- Allenatore: Bob Bradley
- Allenatore in seconda: Ante Razov
- Allenatore in seconda: Kenya Arena
- Allenatore in seconda: Mike Sorber
- Allenatore in seconda: Gavin Benjafield
- Preparatore dei portieri: Zak Abdel

## Organico

### Rosa 2021
Aggiornata al 2021.
| N. |                        | Ruolo | Calciatore             |
| -- | ---------------------- | ----- | ---------------------- |
| 1  | Inghilterra (bandiera) | P     | Jamal Blackman         |
| 2  | Stati Uniti (bandiera) | D     | Jordan Harvey          |
| 3  | Senegal (bandiera)     | D     | Mohamed Traore         |
| 4  | Colombia (bandiera)    | D     | Eddie Segura           |
| 5  | Senegal (bandiera)     | D     | Mamadou Fall           |
| 7  | Ghana (bandiera)       | C     | Latif Blessing         |
| 8  | Uruguay (bandiera)     | C     | Francisco Ginella      |
| 9  | Uruguay (bandiera)     | A     | Diego Rossi            |
| 10 | Messico (bandiera)     | A     | Carlos Vela (capitano) |
| 11 | Ecuador (bandiera)     | C     | José Cifuentes         |
| 12 | Ecuador (bandiera)     | D     | Diego Palacios         |
| 15 | Stati Uniti (bandiera) | C     | Daniel Crisostomo      |
| 16 | Stati Uniti (bandiera) | A     | Danny Musovski         |
| 17 | Uruguay (bandiera)     | A     | Brian Rodríguez        |

| N. |                         | Ruolo | Calciatore        |
| -- | ----------------------- | ----- | ----------------- |
| 18 | Stati Uniti (bandiera)  | D     | Erik Dueñas       |
| 19 | Stati Uniti (bandiera)  | C     | Bryce Duke        |
| 20 | Ecuador (bandiera)      | C     | Eduard Atuesta    |
| 21 | Stati Uniti (bandiera)  | A     | Christian Torres  |
| 22 | Ghana (bandiera)        | A     | Kwadwo Opoku      |
| 23 | Messico (bandiera)      | P     | Pablo Sisniega    |
| 24 | Stati Uniti (bandiera)  | D     | Alvaro Quezada    |
| 25 | Stati Uniti (bandiera)  | D     | Sebastien Ibeagha |
| 29 | Colombia (bandiera)     | A     | Cristian Arango   |
| 30 | El Salvador (bandiera)  | P     | Tomás Romero      |
| 33 | Stati Uniti (bandiera)  | D     | Kim Moon-hwan     |
| 44 | Canada (bandiera)       | A     | Raheem Edwards    |
| 45 | RD del Congo (bandiera) | A     | Michee Ngalina    |
| 94 | Colombia (bandiera)     | D     | Jesús Murillo     |